# Dokjitneun neulgeuni
Pour plus de détails, voir Fiche technique et Distribution.
Dokjitneun neulgeuni (독짓는 늙은이) est un film sud-coréen réalisé par Choi Ha-won, sorti en 1969.

## Synopsis
Un potier solitaire sauve la vie d'une jeune femme. Ils se marient et ont un enfant. Un ancien amant de la femme la retrouve et elle part avec lui. Le potier se suicide. Des années plus tard, la femme est devenue mendiante et revient voir son fils.

## Fiche technique
- Titre : Dokjitneun neulgeuni
- Titre original : 독짓는 늙은이
- Titre anglais : The Old Jar Craftsman
- Réalisation : Choi Ha-won
- Scénario : Hwang Su-won d'après son roman
- Musique : Choi Chang-kwon
- Photographie : You Yong-kil
- Montage : Kim Hui-su
- Production : Lee Jong-byeok
- Société de production : Dongyang Productions
- Pays :  Corée du Sud
- Genre : Drame et romance
- Durée : 95 minutes
- Dates de sortie : 
  -  Corée du Sud : 4 mars 1969

## Distribution
- Hwang Hae
- Yun Jung-hee
- Won Nam-kung
- Kim Hee-ra
- Heo Jang-kang

## Distinctions
Le film a reçu le Blue Dragon Film Award du meilleur film.